# Les Créatives
Les Créatives est un festival féministe et pluridisciplinaire organisé dans le canton de Genève, en Suisse, depuis 2005. Le festival se déroule en novembre.
Le festival soutient et met en lumière la création artistique de femmes et de minorités de genre ainsi que la production intellectuelle féministe. La programmation comprend des concerts, des pièces de théâtre, des performances, des rencontres littéraires, des tables rondes, des expositions et propose de la médiation culturelle,.

## Historique
La première édition du festival a lieu en 2005 à la Salle communale et au Manège d’Onex. C’est Cyrille Schnyder Masmejean, directrice des spectacles Onésiens à cette période qui crée ce festival afin de renforcer la visibilité des artistes femmes et de leur permettre de s’exprimer dans tous les arts de la scène. Jusqu’en 2017 le festival se déroulait uniquement à Onex.
C’est en 2018, sous la co-direction de Dominique Rovini et Robin Adet, que le festival s’étend sur l’ensemble du territoire genevois et prend un tournant féministe plus affirmé avec des conférences et manifestations en marge de la programmation artistique,,.
Le festival affiche, depuis lors, sa volonté de soutenir et de promouvoir la création artistique ainsi que la production intellectuelle de femmes et des minorités de genre (personnes trans, intersexes, non-binaires). Il porte ainsi une réflexion engagée sur la société et sensibilise le public aux enjeux liés à l’égalité de genre. 

## Autour du festival
Dès 2018, Les Créatives met en place la plateforme Créatives BPM (Beat, Parole et Mouvement), ou CBPM, qui propose pendant toute sa durée des ateliers d’expression par la parole et le mouvement, s’adressant principalement aux jeunes femmes, personnes trans et non-binaires. Le point culminant du projet CPBM est l’organisation d’un Battle, alliant les pratiques développées lors des ateliers.
En 2021, après trois ans d’observations et de collecte d’information, l’Association Les Créatives publie le Carnet rose, un ouvrage non exhaustif rassemblant des témoignages, ressources juridiques et outils imaginés par et pour les artistes et les institutions culturelles afin de lutter contre les inégalités de genre de manière pratique et quotidienne.

## Notes et références

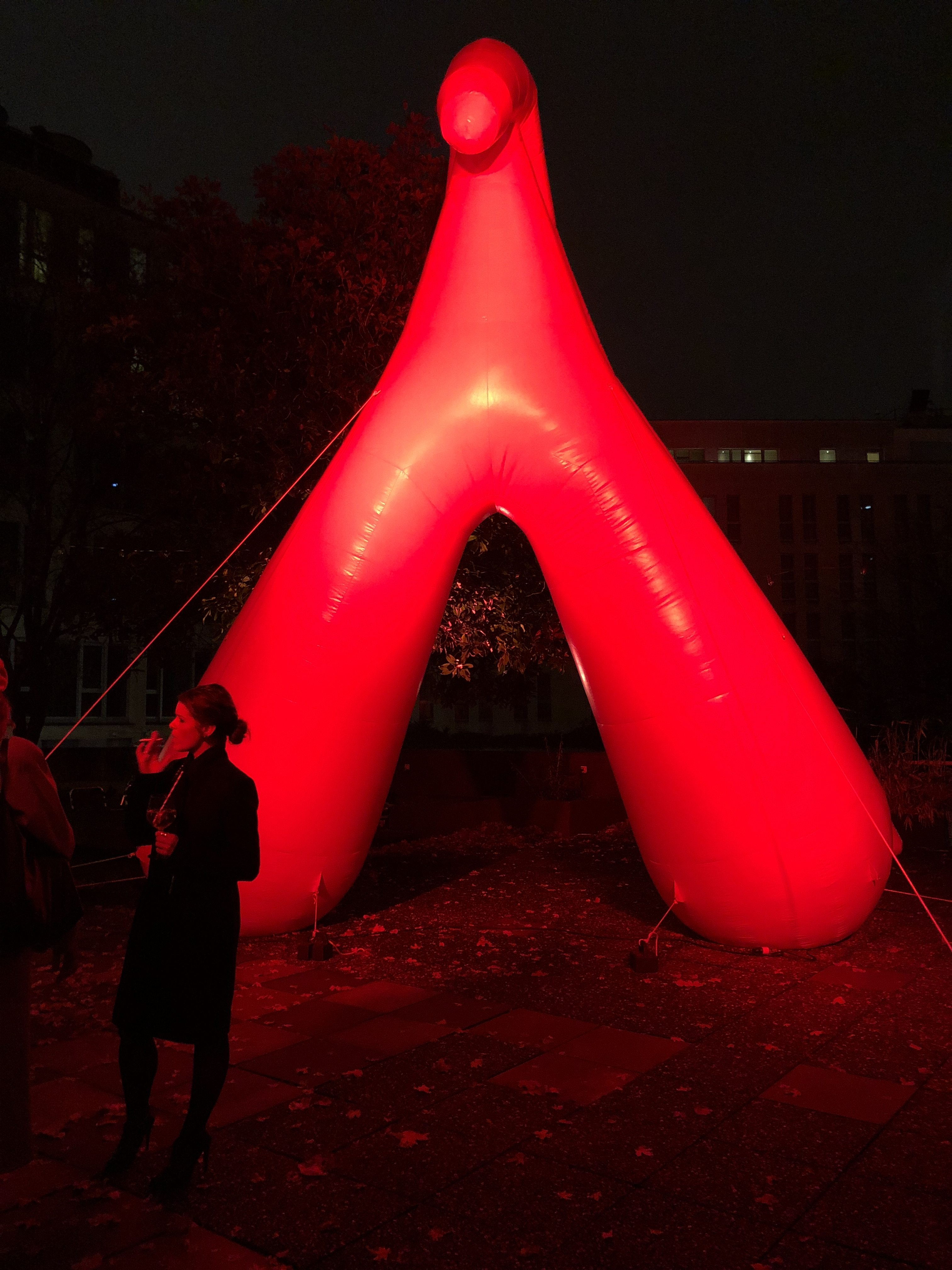
Le Cli cli, clitoris gonflable géant présenté à l'ouverture des Créatives en 2018